# Физиев, Рафаэль Салман оглы
Рафаэ́ль Салма́н оглы́ Физи́ев (азерб. Rafael Salman oğlu Fiziyev, 5 марта 1993, село Кордай, Жамбылской области, Казахстан) — азербайджанский боец смешанных единоборств, выступающий в лёгком весе в UFC.
Занимает 10 строчку официального рейтинга UFC в лёгком весе. 
До середины осени 2021 года выступал под флагом Кыргызстана, под флагом Азербайджана дебютировал в июле 2022 года на турнире Дус Анжус vs. Физиев.

## Карьера в смешанных единоборствах
В спорт Рафаэля привёл отец, когда отвёл его и его братьев в зал, надел боксёрские перчатки и поставил в спарринг. После неудач в спаррингах с братьями, Рафаэль решил больше не заниматься в зале. Эта жизненная позиция изменилась, когда он стал подростком, а его семья переехала из деревни в город. В новой школе он подвергся издевательствам и в итоге начал заниматься муай-тай.
Кроме муай-тай Рафаэль пробовал себя и в других контактных видах спорта, в том числе боевом самбо, боксе, джиу-джитсу, борьбе.
После перехода из муай-тай к смешанным единоборствам, сам боец отмечал, что самым сложным моментом для него был грэпплинг, а также переход от стойки к борьбе и обратно, что потребовало от него получения новых навыков.
На профессиональном ринге по ММА Физиев дебютировал в 2015 году. До перехода в UFC он выступал в региональных промоушенах Азии (ROAD FC), Америки (Titan FC).
До 14 октября 2021 года выступал под флагом Кыргызстана.

## Карьера в UFC
В дебютном бою в UFC 20 апреля 2019 года на турнире UFC Fight Night 149 в Санкт-Петербурге Физиев встретился с российским бойцом Магомедом Мустафаевым и потерпел поражение в первом раунде техническим нокаутом.
26 октября 2019 года в своем следующем профессиональном бою Физиев встретился с американским бойцом Алексом Уайтом на турнире UFC Fight Night 162: Майя vs. Аскрен. Рафаэль одержал победу единогласным решением судей.
18 июля 2020 года на турнире UFC Fight Night: Фигейреду vs. Бенавидес 2 Рафаэль Физиев встретился с Марком Диакезе, который вышел на замену Алану Патрику. Рафаэль одержал победу единогласным решением судей. Кроме того, поединок был признан «Боем вечера».
5 августа 2020 года Физиев объявил в социальных сетях о подписании нового контракта с UFC на четыре года.
11 декабря 2020 года на UFC 256 Физиев получил бой с Ренату Мойкану. Физиев выиграл бой техническим нокаутом в первом раунде. Кроме того, боец впервые в карьере получил приз «Выступление вечера».
7 августа 2021 года на UFC 265 Физиев в зрелищном бою победил Кинга Грина единогласным решением судей. За этот бой оба бойца получили бонус за бой вечера.
3 декабря 2021 года на UFC on ESPN: Фонт vs. Алду Физиев в зрелищной манере финишировал Брэда Риддела ударом ногой с разворота. Боец получил приз «Выступление вечера».
8 июля 2022 года Физиев встретился с Рафаэлем Дус Анжусом в главном бою вечера карда UFC on ESPN: Дус Анжус vs. Физиев. Схватка упорно длилась до 5 раунда, но в начале раунда, Физиеву удалось нокаутировать Дус Анжуса и забрать награду за «Выступление вечера».

## Титулы и достижения

### Ultimate Fighting Championship
- Обладатель премии «Выступление вечера» (три раза) — против Ренату Мойкану, Брэда Ридделла и Рафаеля Дос Аньоса;
- Обладатель премии «Бой вечера» (три раза) — против Марка Диакези, Бобби Грина и Джастина Гейджи.

## Личная жизнь
По вероисповеданию мусульманин-шиит. По национальности — азербайджанец из русско-азербайджанской семьи (отец Салман, азербайджанец — сотрудник правоохранительных органов, мать русская), его жена Камилла — узбечка, от которой у Рафаэля есть двое сыновей: Муса и Али-Аббас. Кроме занятия смешанными единоборствами Физиев увлекается кузнечным делом и создаёт образцы холодного оружия.
На бои выходит в азербайджанской папахе.

## Вне спорта
В 2022 году производитель компьютерных игр Electronic Arts добавил Рафаэля Физиева в список доступных для игры персонажей-бойцов топового легковеса.

## Статистика в профессиональном ММА
| Боёв 17  | Побед 13 | Поражений 4 |
| -------- | -------- | ----------- |
| Нокаутом | 8        | 2           |
| Сдачей   | 1        | 0           |
| Решением | 4        | 2           |

| Результат | Рекорд | Соперник                 | Способ                                   | Турнир                                     | Дата             | Раунд | Время | Место                          | Примечание                             |
| --------- | ------ | ------------------------ | ---------------------------------------- | ------------------------------------------ | ---------------- | ----- | ----- | ------------------------------ | -------------------------------------- |
| Победа    | 13-4   | Игнасио Бахамондес       | Единогласное решение                     | UFC on ABC: Хилл vs. Раунтри               | 22 июня 2025     | 3     | 5:00  | Баку, Азербайджан              |                                        |
| Поражение | 12-4   | Джастин Гейджи           | Единогласное решение                     | UFC 313                                    | 9 марта 2025     | 3     | 5:00  | Лас-Вегас, Невада              | «Бой вечера» (4)                       |
| Поражение | 12-3   | Матеуш Гамрот            | Технический нокаут (травма колена)       | UFC Fight Night: Физиев vs. Гамрот         | 23 сентября 2023 | 2     | 2:03  | Лас-Вегас, Невада              |                                        |
| Поражение | 12-2   | Джастин Гейджи           | Решение большинства                      | UFC 286                                    | 18 марта 2023    | 3     | 5:00  | Лондон, Англия, Великобритания | «Бой вечера» (3)                       |
| Победа    | 12-1   | Рафаэль Дос Аньос        | KO (удары руками)                        | UFC on ESPN: Дус Анжус vs. Физиев          | 9 июля 2022      | 5     | 0:18  | Лас-Вегас, Невада              | «Выступление вечера» (3)               |
| Победа    | 11-1   | Брэд Ридделл             | TKO (удар ногой с разворота)             | UFC on ESPN: Фонт vs. Алду                 | 4 декабря 2021   | 3     | 2:20  | Лас-Вегас, Невада              | «Выступление вечера» (2)               |
| Победа    | 10-1   | Бобби Грин               | Единогласное решение                     | UFC 265                                    | 8 августа 2021   | 3     | 5:00  | Хьюстон, США                   | «Бой вечера» (2)                       |
| Победа    | 9-1    | Ренату Мойкану           | KO (удары)                               | UFC 256                                    | 12 декабря 2020  | 1     | 4:05  | Лас-Вегас, США                 | «Выступление вечера»                   |
| Победа    | 8-1    | Марк Диакези             | Единогласное решение                     | UFC Fight Night: Фигейреду vs. Бенавидес 2 | 18 июля 2020     | 3     | 5:00  | Абу-Даби, ОАЭ                  | «Бой вечера»                           |
| Победа    | 7-1    | Алекс Уайт               | Единогласное решение                     | UFC Fight Night: Майя vs. Аскрен           | 26 октября 2019  | 3     | 5:00  | Каланг, Сингапур               |                                        |
| Поражение | 6-1    | Магомед Мустафаев        | TKO (удар ногой с разворота и добивание) | UFC Fight Night: Оверим vs. Олейник        | 20 апреля 2019   | 1     | 1:26  | Санкт-Петербург, Россия        |                                        |
| Победа    | 6-0    | Нуржан Туткаев           | KO (удары в корпус)                      | Titan FC 51                                | 21 декабря 2018  | 2     | 0:51  | Алма-Ата, Казахстан            |                                        |
| Победа    | 5-0    | Нардин Эрдене Мунгунтсуж | KO (удар ногой в голову и добивание)     | Road FC 45                                 | 23 декабря 2017  | 1     | 0:58  | Сеул, Южная Корея              | Бой в промежуточном весе (158 фунтов). |
| Победа    | 4-0    | Сон Йон Ким              | TKO (удары коленом и руками)             | Road FC 39                                 | 10 июня 2017     | 1     | 4:23  | Сеул, Южная Корея              |                                        |
| Победа    | 3-0    | Сураж Бахадур            | TKO (удары)                              | Primal FC: Dark Moon Rising                | 24 марта 2017    | 1     | 2:30  | Пхукет, Таиланд                | Бой в промежуточном весе (159 фунтов). |
| Победа    | 2-0    | Гундуз Набиев            | Удушающий приём (удушение сзади)         | Boroda FC                                  | 10 октября 2016  | 1     | 3:40  | Бишкек, Кыргызстан             |                                        |
| Победа    | 1-0    | Сэм Бэстин               | KO (удар коленом в прыжке)               | W.I.N FC                                   | 18 июля 2015     | 1     | N/A   | Шэньчжэнь, Китай               |                                        |